# ناتالیا ماکارووا
ناتالیا رومانوونا ماکارووا (روسی: Ната́лия Рома́новна Мака́рова؛ زادهٔ ۲۱ نوامبر ۱۹۴۰) رقصنده باله و طراح رقص اهل روسیه است. کتاب تاریخچه رقص که در سال ۱۹۸۱ منتشر شد، خاطرنشان می‌کند که «اجراهای او معیارهای هنری و اشرافی رقص را معین نمود و او را به عنوان بهترین رقصنده باله نسل خود در دنیای غرب مورد توجه قرار داد.»

## زندگی‌نامه
ماکارووا در لنینگراد جمهوری فدراتیو سوسیالیستی روسیه واقع در اتحاد جماهیر شوروی به دنیا آمد. او در سن ۱۲ سالگی، در آکادمی باله واهانوفا لنینگراد («مدرسه امپراتوری باله» سابق) تست داد و پذیرفته شد، اگرچه اکثر دانش‌آموزان در سن ۹ سالگی به مدرسه می‌پیوندند.

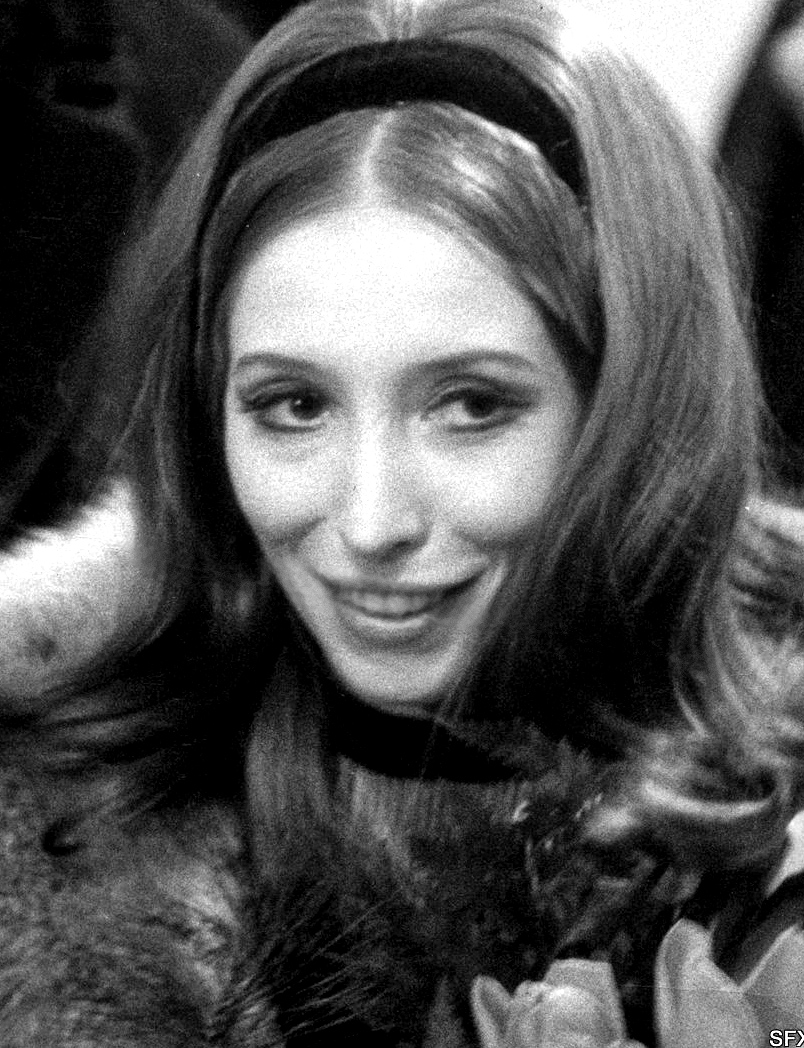
ناتالیا ماکارووا در سال ۱۹۷۱

ماکارووا از سال ۱۹۵۶ تا ۱۹۷۰ عضو دائم بالهٔ کیروف در لنینگراد بود و در دهه ۱۹۶۰ به مقام بالرین نخست (اصلی) دست یافت. او در ۴ سپتامبر ۱۹۷۰ در حالی که همراه با گروه کیروف در لندن در حال اجرای تور باله بود به غرب فرار کرد. بلافاصله پس از پناهندگی، ماکارووا با گروه تئاتر باله آمریکا (ABT) در شهر نیویورک و باله سلطنتی در لندن برنامه اجرا کرد.
هنگامی که نخستین بار پایش به غرب رسید، ماکارووا مشتاق بود که طراحی رقص خود را با استفاده از رقص باله توسط طراحان رقص مدرن تکوین و گسترش دهد. در همان زمان، او بیشتر با نقش‌های کلاسیک مانند اودِت در دریاچه قو و ژیزل شناخته شد. در دسامبر ۱۹۷۵، او و شریک رقصش میخاییل باریشنیکوف در یکی از قسمت‌های سریال تلویزیونی آرنا محصول بی‌بی‌سی نقش برجسته‌ای داشتند. او در سال ۱۹۷۶ در تولید زنده گروه تئاتر باله آمریکایی از دریاچه قو که به‌طور همزمان از مرکز هنرهای نمایشی لینکلن توسط شبکه‌های دو پی‌بی‌اس و ان‌پی‌آر پخش می‌شد، مشارکت داشت. وقتی لوسیا چیس، مدیر هنری گروه تئاتر باله آمریکا کنار رفت، ماکارووا و باریشنیکوف هر دو درخواست جایگزینی او را دادند. وقتی گروه باریشنیکف را به مدیریت انتخاب کرد، ماکارووا گروه را ترک کرد و به باله سلطنتی لندن پیوست.
ماکارووا به درخشش هنری‌اش در نقش‌های مختلف ادامه داد، که مهم‌ترین آن ایفای نقش اصلی او در ژیزل بود. در سال ۱۹۸۹، او به گروه هنری اولیهٔ خود در باله کیروف بازگشت و با خانواده‌اش و با همکاران و معلمان سابقش ملاقات کرد. بازگشت عاطفی او به خانه در فیلم مستند بازگشت ماکارووا به تصویر کشیده شد که خودش نوشت و راوی آن بود. پس از اجرای خود در گروه باله کیروف، او اعلام بازنشستگی کرد و کفش‌ها و لباس‌های خود را به موزه کیروف اهدا کرد. امروزه ماکارووا باله‌هایی مانند دریاچه قو، لا بایادر و زیبای خفته را برای گروه‌های هنری مختلفی در سراسر جهان به صحنه می‌برد. او به دلیل تشدید اسیب‌های جسمی به خصوص از ناحیه زانو از رقص کناره‌گیری کرده است.
ماکارووا برنده جایزه تونی و همچنین جوایز متعدد دیگر برای نقش‌آفرینی خود در احیای «روی نوک پا» در برادوی شد. او در فیلم گریه در تنهایی که توسط پاتریک گارلند تهیه و تنظیم شده بود، نقش لیدیا لوپوکووا (بانو کینز) را بازی کرد. این باله نمایشی نخستین بار در چارلستون فارمهاوس و سپس در تیت بریتانیا اجرا شد.

## زندگی شخصی
ماکارووا سه بار ازدواج کرده است. یک بار به یک رقصنده باله دیگر و یک بار به کارگردانی به نام لئونید کوینیخیدزه. در سال ۱۹۷۶، ماکارووا با سرمایه‌داری به نام ادوارد کارکار ازدواج کرد و با هم صاحب یک پسر به نام آندری شدند. کارکار در ۲۲ دسامبر ۲۰۱۳ در سن ۸۱ سالگی درگذشت. جنت ساسون در مورد ماکارووا گفت:

«زمانی که در سانفرانسیسکو شروع به تدریس کردم، از طریق خانم بالی، با همه این رقصندگان تازه‌کار عالی روسی که آنجا بودند کار کردم؛ بنابراین ناتالیا (ناتاشا) ماکارووا، یک رقصندهٔ اول برجسته نزدم آمد. تا زمانی که او می‌رقصید، فقط یک رقصندهٔ اول برجسته وجود داشت. و در اینجا، من او را به مدت پنج ماه پس از تولد فرزندش در اختیار کامل داشتم!»

## گزیدهٔ جوایز
- ۱۹۶۵ - مسابقات بین‌المللی باله وارنا - مدال طلا
- ۱۹۶۹ - هنرمند ارجمند جمهوری فدراتیو سوسیالیستی روسیه شوروی[۹]
- ۱۹۷۰ - جایزه آنا پاولوا و جایزه منتقد، پاریس
- ۱۹۷۷ - جایزه مجله رقص
- ۱۹۷۹ - جایزه مادر سال
- ۱۹۸۳ - جایزهٔ تونی بهترین بازیگر زن در یک موزیکال – روی نوک پاهایت (برادوی)
- ۱۹۸۳ - جایزه دراما دسک برای بازیگر زن برجسته در یک موزیکال - روی نوک پاهایت (برادوی)
- ۱۹۸۳ - جایزه جهانی تئاتر - روی نوک پاهایت (برادوی)
- ۱۹۸۳ - جوایز چیتا ریورا برای رقص و طراحی رقص- روی نوک پاهایت (برادوی)
- ۱۹۸۳ - جایزه حلقه منتقدان بیرونی - روی نوک پاهایت (برادوی)
- ۱۹۸۳ - جایزه استانیسلاوسکی - روی نوک پاهایت (برادوی)
- ۱۹۸۴ - جایزهٔ لارنس الیویه برای بهترین بازیگر زن در یک موزیکال – روی نوک پاهایت، لندن
- ۱۹۸۵ – جایزه ایونینگ استاندارد لندن – برای بهترین اجرای سال ۱۹۸۵ در باله آنگین. اهداشده توسط پرنسس دایانا پس از نقش‌آفرینی ماکارووا در آنگین در سال ۱۹۸۶، لندن.
- ۱۹۸۶ – نامزدی جایزه امی برای «بالرین»، یک مجموعه تلویزیونی مستند چهار قسمتی، که توسط ماکارووا ساخته شد، بی‌بی‌سی لندن/دبلیونت
- ۱۹۹۱/۹۲ – جایزه انجمن کتابخانه‌های آمریکا – برای اجرای ماکارووا از داستان‌های دوشیزه برفی، شاهزاده قورباغه و پرنده آتشین – دلوس رکوردز
- ۱۹۹۳ - جایزه هنرمند برجسته - لس آنجلس
- ۲۰۰۰ – جایزه دستاورد هنری – مکزیک
- ۲۰۰۴ - جایزه دستاورد هنری از مدرسه باله آمریکا
- ۲۰۱۲ - جایزه مرکز کندی[۱۰][۱۱]
- ۲۰۱۴ - لقب «روح رقص» توسط «روزنامه باله روسیه» و وزارت فرهنگ روسیه
- ۲۰۱۸ - جایزه یک عمر دستاورد هنری توسط هیئت داوران «جایزه رقص بنوا»

## برای مطالعهٔ بیشتر
- Makarova, Natalia (1979). A Dance Autobiography. New York: Alfred A. Knopf. ISBN 978-0-394-50141-3.
- Austin, Richard (1974). The Ballerina. London: Vision Press Limited. ISBN 978-0-87127-103-7.
- Zozulina, Natalia (1990). Natalia Makarova - 18 Years Later. Leningrad.
- Makarova, Natalia (1994). Great Railway Journeys: St Petersburg to Tashkent. London: BBC Books.